# Bathynomus giganteus
O isópode gigante é um clássico invertebrado marinho das profundezas do oceano. Em específico, o Bathynomus giganteus (uma das 20 espécies de isópodo gigante, todas encontradas dentro do gênero Bathynomus) é uma espécie da ordem dos isópodos. Foi descoberta em 1879 pelo ornitologista e carcinologista francês Alphonse Milne-Edwards.
Acredita-se que o Bathynomus giganteus seja uma das mais antigas espécies de nossos oceanos. É um isópode de águas profundas que se alimenta de restos de outros animais. Podendo chegar a 60 centímetros de comprimento, esta espécie exibe um exoesqueleto de quitina segmentado em cabeça, tórax e abdómen. Possui apêndices articulados, antenas e olhos compostos similares aos dos insetos que vivem na superfície terrestre. Não possui predadores e vive em ambientes pelágicos estéreis que eram tidos como não habitáveis.